# Bethel Mission
Die Bethel Mission (auch Bielefelder Mission) war eine deutsche evangelische Missionsgesellschaft mit dem Schwerpunkt ihres Wirkens in Ostafrika.

## Gründung
Auf Betreiben des deutschen Kolonialisten Carl Peters wurde 1886 in Berlin die „Deutsch-Ostafrikanische Missionsgesellschaft“ gegründet, um die kolonialen Erwerbungen durch missionarische Arbeit zu festigen. Unter Peters’ maßgeblicher Beteiligung erfolgte in Ostafrika 1890 die Begründung der Kolonie Deutsch-Ostafrika.
Nach Konflikten und Peters’ Ausscheiden wurde die Gesellschaft 1887 in „Evangelische Missionsgesellschaft für Deutsch-Ostafrika“ (EMDOA) umgegründet und umbenannt. Sie nahm mit einer Missionsstation in Daressalam und einem Krankenhaus auf Sansibar ihre Arbeit auf. Da es an Missionaren mangelte, wandte sich die EMDOA 1890 an den in der Inneren Mission erfolgreichen Pastor Friedrich von Bodelschwingh der Von Bodelschwinghschen Stiftungen Bethel, dessen Jugendtraum einst war, als Missionar der damals führenden Basler Mission die Heiden in Indien zu bekehren. Mit seiner Hilfe und Organisation wurde die Missionierung fortgesetzt, die nach seinem Verständnis nicht ohne die Diakonie zu verwirklichen war, wenn auch das nach der Abtretung von Sansibar nach Daressalam verlegte Krankenhaus von der Kolonialverwaltung übernommen worden war. Eine weitere Station wurde um 1890 in der Küstenstadt Tanga eingerichtet. Man entsandte – neben in einem Kandidatenkonvikt auf die Missionsarbeit vorbereitete studierten Theologen – auch Betheler Diakone und Diakonissen für den Dienst im Gesundheitswesen.
Aus dem Konvikt ging 1905 die Theologische Schule hervor, an die 1912 Johannes Warneck, der zuvor im Dienste der Rheinischen Missionsgesellschaft auf Sumatra gewirkt hatte, als erster Dozent für Missionswissenschaft berufen wurde. Zugleich wurde eine Missionsstudienanstalt angegliedert, in der auch Schüler mit Mittlerer Reife und Berufsausbildung zu Missionaren ausgebildet wurden. Auch deren Leiter, Gottfried Simon, der zugleich an der Theologischen Schule Neues Testament lehrte, kam von der Rheinischen Mission. Die Missionsschule hatte Bestand bis zum Ersten Weltkrieg. Die Theologische Schule wurde zur Vorläuferin der Kirchlichen Hochschule Bethel, der ersten evangelischen Kirchlichen Hochschule in Deutschland.

## Umzug nach Bethel
Mit dem Umzug der Gesellschaft nach Bethel, 1906, und der Übernahme der Leitung durch Bodelschwingh und nach dessen Tod, 1910, durch dessen Sohn Friedrich setzte sich der Name Bethel Mission mehr und mehr durch, bis er 1920 auch zum offiziellen Namen wurde.

## Missionsgebiete
1891 gründeten Missionare – ohne militärischen Geleitschutz, „ohne Bajonette“ – von Tanga aus im Inland in den Usambara-Bergen Stationen mit Schulen, in bescheidenem Maße auch für Mädchen, darunter die Missionsstation Hohenfriedeberg. Am Vorabend des Weltkrieges waren etwa 2000 Gemeindeglieder gewonnen und 3600 afrikanische Schulkinder aufgenommen, die in ihren Muttersprachen unterrichtet wurden. Seit 1902 bildete man afrikanische Lehrer an einer Mittelschule aus, seit 1909 gab es eine Deutsche Schule. Nach dem Weltkrieg wurde die Arbeit fortgesetzt, die Deutsche Schule wurde 1931 als Friedrich v. Bodelschwingh-Schule in Luandai wieder errichtet. Ein Missionskrankenhaus wurde schließlich 1927/28 in Bumbuli gegründet, das den Missionsärztlichen Dienst verbesserte.
Seit 1906 wurde auch im Königreich Ruanda mit zunächst bescheidenem Erfolg missioniert. Dabei war man bei den geringer angesehenen Hutus und den ärmeren Angehörigen unter den Tutsis erfolgreicher und verschärfte so ungewollt den ethnischen Konflikt. (Siehe auch: Völkermord in Ruanda.) Weitere Einsatzgebiete waren im Reich Buhaya in Bukoba am Viktoriasee.
Der Weltkrieg unterbrach die Missionsarbeit, die Stationen wurden im Laufe des Jahres 1916 von Belgiern, Briten und Südafrikanern besetzt, die meisten Missionare und Missionsmitarbeiter wurden mit ihren Familien ausgewiesen. Zuvor legte man durch die Ordination sieben afrikanischer Gemeindehelfer zu Pastoren den Keim einer kirchlichen Selbständigkeit.
Die Missionsgesellschaft arbeitete zwischenzeitlich auf der Insel Java. Mitte der 1920er Jahre kehrte sie zurück. geriet aber bald in Konflikt mit der Ideologie und den Einschränkungen der NS-Zeit und bald darauf des Zweiten Weltkriegs.

## Bibelübersetzung
Frühe Bibelübersetzer der Missionsgesellschaft waren Ernst Johannsen und Karl Roehl.

## Nachkriegszeit
Dank ökumenischer Beziehungen arbeiteten die in Afrika internierten Missionare nach 1945 unter dem Dach nicht deutscher Gesellschaften weiter. Ab 1950 konnten wieder Missionare aus Deutschland entsandt werden, allerdings unter amerikanischen oder skandinavischen Gesellschaften. Seit Beginn der Tätigkeit gab es Kontakte zur Rheinischen Missionsgesellschaft und Überlegungen sich zusammenzuschließen. Dies wurde, nicht zuletzt auch durch den sich wandelnden Charakter der entstehenden Kirchen in der Dritten Welt, 1970/71 erreicht mit dem Zusammenschluss zur Vereinigten Evangelischen Mission (VEM) mit Sitz in Wuppertal, dem Kern des späteren umfassenderen Zusammenschlusses der deutschen Missionsgesellschaften.

## Heutige Situation
Heute trägt die Evangelisch-Lutherische Kirche in Tansania die Seelsorge in den ehemaligen Missionsgebieten. Die deutschen Missionsgesellschaften schlossen sich mit den Missionskirchen 1996 zur Vereinten Evangelischen Mission zu partnerschaftlicher Zusammenarbeit zusammen. Die Von Bodelschwinghschen Stiftungen Bethel sind konstituierendes Mitglied. Archiv und Museumsbestände wurden an den neuen Sitz in Bielefeld-Bethel überstellt.